# Willy Litzenberg

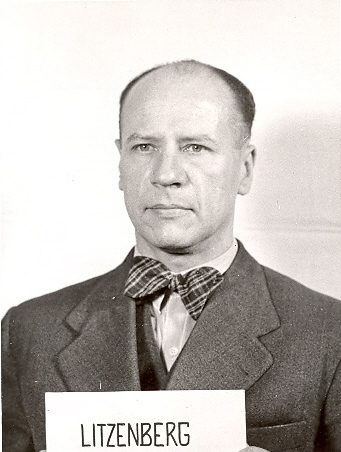
Litzenberg in alliierter Internierung (Aufnahme zwischen 1945 und 1949)

Willy Hermann Walter Karl Litzenberg (* 27. November 1900 in Liebenwalde; † 25. Juni 1964 in Würzburg) war ein deutscher Polizeibeamter, SS-Führer und Mitarbeiter des Bundesnachrichtendienstes.

## Leben und Wirken
Nach dem Schulbesuch, den er im Juni 1918 am Kaiser-Friedrich Realgymnasium in Berlin-Neukölln mit dem Abitur abschloss, nahm Litzenberg einige Monate als Soldat der Infanterie am Ersten Weltkrieg teil. Am 3. Dezember 1918 wurde er aus dem Heer entlassen. Nach Kriegsende wurde er 1918 Angehöriger eines Freikorps. Von 1920 bis 1921 studierte er mehrere Semester Rechtswissenschaften an den Universitäten in Berlin und Jena, brach das Studium aber aus ökonomischen Gründen endgültig 1924 ohne Abschluss ab. Bis zum Eintritt in den Polizeidienst arbeitete er beim Versorgungsamt Berlin und Stadtfinanzverwaltung in Jena.
Stattdessen trat Litzenberg am 1. März 1927 als Kriminalkommissar-Anwärter in den Polizeidienst beim Polizeipräsidium Berlin ein: Am 10. Oktober 1928 bestand er die Kriminalkommissarprüfung und wurde am 1. Mai 1929 zum Kriminalkommissar ernannt. Anschließend war er in der Abteilung K - Kriminalpolizei des Polizeipräsidium Berlin tätig.
Nach der Machtübernahme der Nationalsozialisten im Januar 1933 wurde Litzenberg im Frühjahr in die Abteilung IA (Politische Polizei) des Polizeipräsidiums versetzt. Zum 1. Mai 1933 trat er der NSDAP bei (Mitgliedsnummer 2.593.248).
Im Juli 1933 wurde Litzenberg zum Dienst bei der, wenige Wochen zuvor gegründeten, Geheimen Staatspolizei abgeordnet. Im Geschäftsverteilungsplan der Gestapo vom 22. Januar 1934 wurde er als Mitarbeiter im Außendienst des von Hans-Walter Rhode geführten Dezernats III C „Konterrevolutionäre Bestrebungen ohne konfessionelle Verbände“ ausgewiesen. Sein direkter Vorgesetzter im Außendienst zu dieser Zeit war Emil Berndorff. Doch bereits im Oktober 1934 nach der Umstrukturierung der Politischen Polizei wurde er der Dienststelle II 1 C 1, zuständig für „Reaktion, NSDFB, Stahlhelm, monarchistische Bewegung, Wehrverbände, Deutschnationale Front, Frontkämferverbände, Alldeutscher Verband, Adelsgenossenschaften, österreichische Angelegenheiten“ als Stellvertreter von Emil Berndorff zugewiesen. Er selbst führte das Dezernat II 1 C 2, welches. zuständig war für Opposition, Schwarze Front, Tannenbergbund mit allen Unterorganisationen, Jungdeutscher Orden, Klaus-Heim-Bewegung, Bund der Guoten, Bündische Jugend, Widerstandskreise, wo Emil Berndorff wiederum sein Stellvertreter war. 
In der Zeit des Nationalsozialismus setzte Litzenberg seine Karriere bei den NS-Polizeiorganen nahtlos bis Kriegsende fort: Am 1. April 1935 wurde er zum Kriminalrat befördert und zum Ende des NS-Regimes hatte er den Rang eines Oberregierungs- und Kriminalrats erreicht. Am 1. Januar 1939 wurde er ins Hauptamt Sicherheitspolizei übernommen, das wenige Monate darauf im Reichssicherheitshauptamt aufging. Hier übernahm er im Amt IV die Leitung des Sachgebiets bzw. Referates IV A 3 bzw. später IV A 1 b („Reaktion und Rechtsopposition“). Hier wurde er am 1. April 1939 zum Kriminaldirektor ernannt. Am 1. Mai 1941 erfolgte eine weitere Beförderung zum Regierungs- und Kriminalrat, während er das Referat IV A 3 (Reaktion, Opposition, Legitimismus, Liberalismus, Emigranten, Heimtücke-Angelegenheiten – soweit nicht IV A 1) leitete.
Der Chef der Gestapo, Heinrich Müller, beschrieb Litzeienbergs Arbeit im Politischen Polizeiapparat in einer Beurteilung vom 5. Mai 1941 wie folgt:

„Seine kriminalistischen Fähigkeiten sind höher zu bewerten als seine politische Konzeption. Fleiss und Tatkraft werden stark gehindert durch eine innere Krankheit. Legt gegen sich und andere Mitarbeiter einen besonders scharfen Maßstab an. In politischer und weltanschaulicher Hinsicht absolut einwandfrei. Desgleichen in charakterlicher Hinsicht. Wirkt nach außen zwar ablehnend, mißtrauisch, negativ, ist jedoch seinen Mitarbeitern gegenüber ein sehr guter Kamerad.“

In den letzten Monaten des NS-Regimes war Litzenberg an der kriminalpolizeilichen Untersuchung des Attentats vom 20. Juli 1944 beteiligt: Dabei gehörte er einer Sonderkommission an, die sich mit der Erforschung der Motive und Hintergründe der Tat befasste (als politische Kommission im Gegensatz zur technischen Kommission). Als der an der Verschwörung vom 20. Juli beteiligte Reichskriminaldirektor Arthur Nebe untertauchte, war Litzenberg es, der ihn schließlich ausfindig machte und festnahm. Auch wurde seine Arbeit mit einer weiteren Beförderung am 9. November 1944  zum Oberregierungs- und Kriminalrat belohnt.
Seit Februar 1937 war Litzenberg zudem Mitglied der SS (SS-Nr. 290.171), in der er bis zum Obersturmbannführer befördert wurde (9. November 1944).
Bei Kriegsende geriet Litzenberg in alliierte Kriegsgefangenschaft. Er verbrachte mehrere Jahre in Internierungshaft. Im Nürnberger Prozess wurde er als Zeuge vernommen, insbesondere über das KZ Columbia.
Vom Oktober 1957 bis zu seinem Tod im Juni 1964 war Litzenberg ein „loses Dienstverhältnis“ mit dem Bundesnachrichtendienst eingegangen, ohne schriftlichen Vertrag oder Abführung von Sozialversicherungs-Beiträgen. Unter dem Decknamen Liebert bzw. Nummer V 68 hatte er ein Netz von Quellen aufgebaut.